# Karl Breymann
Karl Breymann (Eigenschreibweise häufig auch Carl; * 21. Mai 1807 in Salzburg; † 12. Februar 1870 in Mariabrunn) war ein österreichischer Forstwissenschaftler und Mathematiker.

## Leben
Breymann absolvierte das Salzburger Gymnasium. 1824 bestand er die Prüfung für Forst und Jagd beim k.k. Forstamt Friedburg, bevor er sich von 1825 bis 1828 dem Studium an der Forstakademie Mariabrunn widmete. Anschließend absolvierte er eine Laufbahn im Forstdienst. Er wurde 1828 Forstamtsassistent in Friedburg, 1831 zum Revierförster im Innkreis ernannt und 1843 zum Revierförster 1. Klasse in St. Johann in Tirol befördert. Im November 1843 wurde er dann Forstmeister in Spital am Pyhrn, 1848 schließlich in Salzburg. Dort erhielt er 1850 die Ernennung zum Leiter des Forsttaxationswesens im Herzogtum Salzburg. Bereits während seiner Jahre im Forstdienst trat er mit Fachpublikationen im Bereich der Mathematik in Erscheinung.
Breymann folgte 1852/1853 einem Ruf an die Forstakademie Mariabrunn in das Umland von Wien. Dort wirkte er neben seiner Lehrtätigkeit weiterhin als Fachschriftsteller und veröffentlichte mehrere Lehrbücher. Außerdem machte er sich im Bereich der Holzmessung verdient.

## Werke (Auswahl)
- Neue analytische Ableitung der wichtigsten Formeln der Goniometrie und ebenen Trigonometrie, Gerold, Wien 1838.
- Lehrbuch der Geodäsie für Forstleute, 1854.
- Anleitung zur Waldwerthberechnung, sowie zur Berechnung des Holzzuwachses und nachhaltigen Ertrages der Wälder. Braumüller, Wien 1855.
- Lehrbuch der reinen Elementarmathematik für angehende Forstleute, 2 Bände, Gerold, Wien 1856–1859.
- Tafeln für Forstingenieure und Taxatoren, Braumüller, Wien 1859.
- Grundzüge der sphärischen Trigonometrie, analytischen Geometrie und höheren Analysis, Braumüller, Wien 1865.